# John C. Fleming

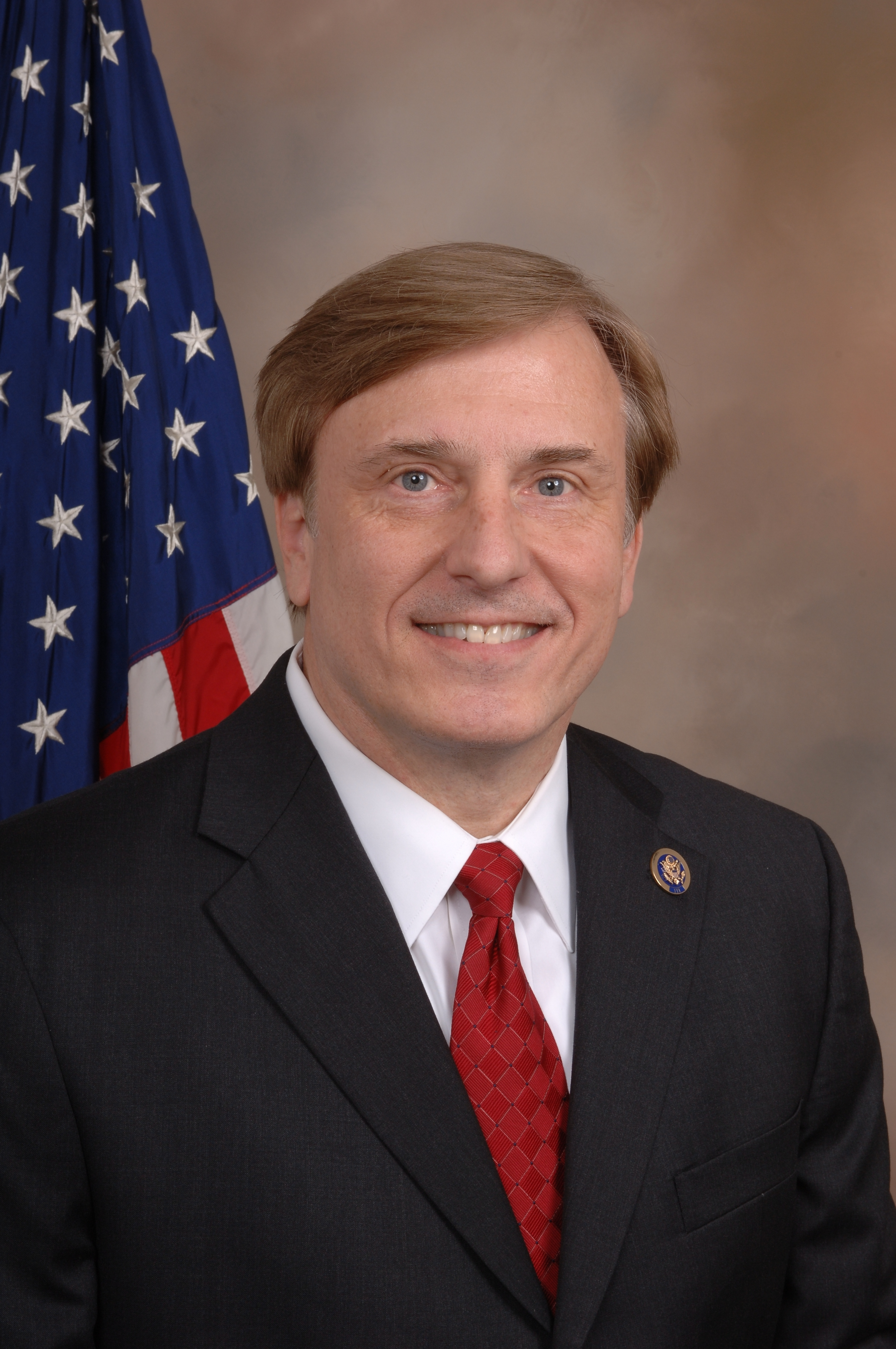
John C. Fleming

John Calvin Fleming (* 5. Juli 1951 in Meridian, Mississippi) ist ein US-amerikanischer Politiker. Zwischen 2009 und 2017 vertrat er den Bundesstaat Louisiana im US-Repräsentantenhaus.

## Werdegang
John Fleming studierte bis 1973 an der University of Mississippi in Oxford. Anschließend absolvierte er an dieser Universität bis 1976 ein Medizinstudium. Von 1976 bis 1982 war er Soldat in der US-Marine. In den folgenden Jahren praktizierte Fleming als Arzt. Zwischen 1996 und 2000 war er als Rechtsmediziner im Webster Parish in Louisiana tätig. Außerdem betreibt er eine Reihe von 30 Sandwichläden im nördlichen Louisiana. Fleming ist verheiratet und lebt privat in Minden.
Politisch ist Fleming Mitglied der Republikanischen Partei. Bei den Kongresswahlen des Jahres 2008 wurde er im vierten Wahlbezirk von Louisiana in das US-Repräsentantenhaus in Washington, D.C. gewählt, wo er am 3. Januar 2009 die Nachfolge von Jim McCrery antrat. Im Jahr 2010 wurde er mit 62 Prozent der Wählerstimmen in seinem Mandat bestätigt. In den nächsten Jahren war er Mitglied im Streitkräfteausschuss und im Ausschuss für Bodenschätze. Außerdem war er in mehreren Unterausschüssen vertreten. Nach zwei weiteren erfolgreichen Wiederwahlen verzichtete er 2016 auf eine erneute Kandidatur und bewarb sich stattdessen um Louisianas offenen Senatssitz. Allerdings landete er in der parteiübergreifenden Hauptwahl nur auf dem fünften Platz und schied so am 3. Januar 2017 ohne direktes Folgeamt aus dem US-Repräsentantenhaus aus. Sein Nachfolger wurde der spätere Sprecher des Repräsentantenhauses Mike Johnson. Anschließend hielt er unter Präsident Donald Trump unterschiedliche Positionen im Ministerium für Gesundheitspflege und Soziale Dienste, im Handelsministerium und im Executive Office. 